# Andrés Saborit
Andrés Avelino Saborit Colomer (Alcalá de Henares, 10 de noviembre de 1889-Valencia, 26 de enero de 1980)  fue un tipógrafo, periodista y político socialista español.

## Biografía
Hijo de un matrimonio modesto, su padre, pintor-decorador, murió cuando Andrés tenía tan solo ocho años. Siendo niño y ya trabajando, adquirió su formación de tipógrafo en clases nocturnas. Miembro desde 1902 de la Asociación General del Arte de Imprimir, sindicato socialista fundado por Pablo Iglesias, colaboró con este cuando fue elegido concejal del Ayuntamiento de Madrid y se afilió al PSOE en 1904. En 1906, junto a Tomás Meabe, trabajó por la extensión territorial de las Juventudes Socialistas de España. Posteriormente fue colaborador de Julián Besteiro, de quien se le terminó considerando «su partidario más leal».
 

A partir de 1910, dirigió la revista Renovación, de las Juventudes Socialistas de España, y en 1912 fue elegido presidente de esta organización. En 1913 fundó la revista Acción Socialista, que desarrolló una gran labor contra el proselitismo juvenil durante sus cuatro años de existencia. Hasta 1914 ya había tenido dos condenas por sus escritos y discursos antimilitaristas por oponerse a la guerra colonial de Marruecos. 

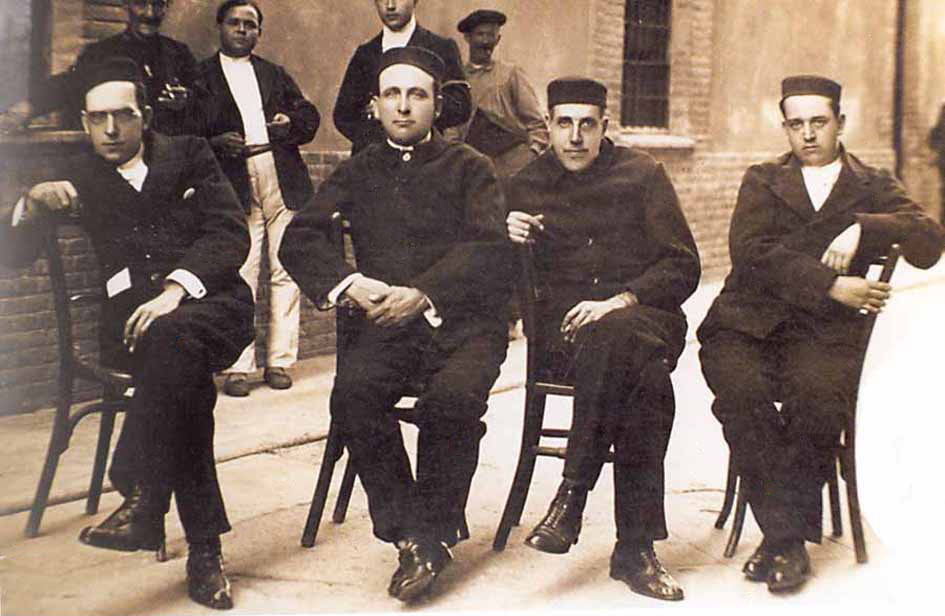
Julián Besteiro, Daniel Anguiano, Saborit y Francisco Largo Caballero en el penal de Cartagena (1917).

En 1917 participó en la huelga general y fue condenado a cadena perpetua en el Penal de Cartagena, junto a Besteiro, Largo Caballero y Daniel Anguiano, de donde salió en 1918 gracias el acta de diputado por el distrito de Oviedo, además de ser elegido concejal en Madrid, cargo al que tuvo especial dedicación. En 1918 se casó por lo civil, en Madrid, con María Rojo siendo Julián Besteiro testigo de la boda. En 1921 fue uno de los dirigentes socialistas que se oponen al ingreso en la Internacional Comunista. 
Durante la dictadura de Primo de Rivera fue defensor de la colaboración del PSOE y UGT con la misma. En 1931, secundando la renuncia de Julián Besteiro, dimitió de los cargos que ocupaba en el PSOE, secretario tesorero, y la UGT, vicepresidente. Fue quien, con vivas al ejército, proclamó la II República desde el balcón del Ayuntamiento de Madrid el 14 de abril de 1931.
Su empeño le permitió ejercer como periodista, fundando las revistas Renovación, Vida Socialista, Democracia (semanario órgano de los besteiristas dentro del PSOE) y Tiempos Nuevos. Fue director de El Socialista de 1925 a 1930 y, ya en el exilio, de 1948 a 1950.
Durante la II República, fue secretario general del PSOE y vicepresidente de UGT. Tras la revolución de 1934, se unió con Julián Besteiro al rechazo de la radicalización socialista. Durante la guerra civil fue director general de aduanas y presidente del Banco de Crédito Oficial.
Al finalizar la guerra marchó al exilio en Francia. Aquejado de problemas de salud, abandonó sus cargos orgánicos en 1950 y marchó a Ginebra, donde escribió buena parte de su obra. No obstante, presidió el Congreso de Toulouse del PSOE en 1970. Tras treinta y nueve años en el exilio, volvió a España en 1977, recibido en el aeropuerto de Barajas por José Prat, Manuel Murillo, Luis Gómez Llorente, Gregorio Peces Barba y numerosos  compatriotas. Se instaló en Valencia en casa de su hija Aurora donde recibió a amigos y compañeros, trabajando por lograr la unidad del partido. Falleció en Valencia en 1980. Dos millares de personas acudieron a su entierro en Madrid. Su sepultura está en el cementerio civil de Madrid, donde también se encuentran enterrados Julián Besteiro y Pablo Iglesias.

## Obras
- Asturias y sus hombres (1964)
- Julián Besteiro (1967)
- El pensamiento político de Julián Besteiro
- La huelga de agosto de 1917 (1967)
- Joaquín Costa y el socialismo (1970)[6]
- Apuntes históricos: Pablo Iglesias, PSOE y UGT[7]

## Reconocimiento

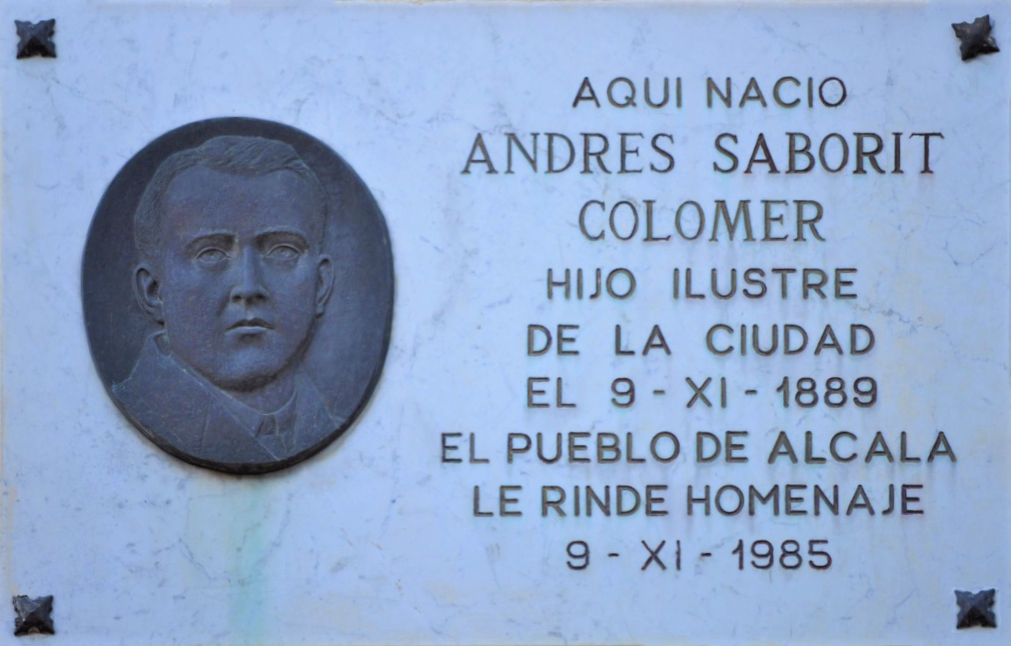
Lápida dedicada a Andrés Saborit Colomer (Alcalá de Henares, 09-11-1985)

En su ciudad natal, Alcalá de Henares, tiene dedicada una lápida conmemorativa en la casa que nació (calle del Ángel, n.º 2) desde el 9 de noviembre de 1985, y una calle que une la Vía Complutense con la Puerta de Madrid. En Madrid tiene dedicado unos jardines en Chamberí, desde el 4 de abril de 2018.